# Liquido
Liquido foi uma banda de rock alternativo da Alemanha formada em 1996 e terminada em 2009. Foi composta por Wolle Maier na bateria, Wolfgang Schrödl nas vocais, guitarra e piano, Stefan Schulte-Holthaus no baixo e Tim Eiermann nas vocais e guitarra. São conhecidos essencialmente pelo hit internacional "Narcotic".

## História
Em 1999 lançam o primeiro álbum de estúdio Liquido, que atinge o número 2 das tabelas austríacas, ficando lá durante 13 semanas. O primeiro single "Narcotic" atingiu o número um, estando no topo durante 19 semanas.
O segundo disco, At the Rocks lançado em 2000, atingiu o número 15 nas paradas da Alemanha, durante 8 semanas.
Desde então têm tido relativamente pouco sucesso, apesar de terem lançado seis álbuns de estúdio.
Em janeiro de 2009, os membros anunciaram o fim da banda na sua página oficial.
O último concerto dado pela banda, foi em Thorgau, Alemanha no dia 13 de setembro de 2009.

## Discografia

### Álbuns de estúdio
- 1999 – Liquido
- 2000 – At the Rocks
- 2002 – alarm!alarm!
- 2005 – Float
- 2008 – Zoomcraft

### Compilações
- 2004 – The Essential

## Singles
- 1998 - "Narcotic"
- 1999 - "Doubledecker"
- 1999 - "Clicklesley"
- 2000 - "Play Some Rock"
- 2000 - "Made in California"
- 2000 - "Tired"
- 2002 - "Why Are You Leaving?"
- 2002 - "Stay With Me"
- 2002 - "Shoot Me I'm A Fool" (Radio-Single)
- 2005 - "Ordinary Life"
- 2005 - "Love Me, Love Me"
- 2008 - "Gameboy" (Download Single)
- 2008 - "On A Mission" (Download Single)

## Desempenho nas paradas musicais
| Ano  | Álbum        | Posições | Posições | Posições |
| Ano  | Álbum        | Áustria  | Alemanha | Suíça    |
| ---- | ------------ | -------- | -------- | -------- |
| 1999 | Liquido      | 2        | 4        | 5        |
| 2000 | At the Rocks | 38       | 15       | 23       |
| 2005 | Float        | 60       | 92       | -        |